# Kotulin (województwo śląskie)
Kotulin (niem. Groß Kottulin) – wieś w Polsce, położona w województwie śląskim, w powiecie gliwickim, w gminie Toszek.
W latach 1954–1972 wieś należała i była siedzibą władz gromady Kotulin. W latach 1975–1998 wieś administracyjnie należała do województwa katowickiego.

## Nazwa
W księdze łacińskiej Liber fundationis episcopatus Vratislaviensis (pol. Księga uposażeń biskupstwa wrocławskiego) spisanej za czasów biskupa Henryka z Wierzbna w latach 1295–1305 miejscowość wymieniona jest w zlatynizowanej formie Chotulin magno. Miejscowość nosiła również nazwy:
- Kotulin Wielki
- niem. Groß Kottulin do 1936 roku
- niem. Rodenau od 1936 roku[8]

## Historia
W roku 1257 hrabia Januzjusz zyskał zezwolenie od księcia Władysława na założenie według prawa niemieckiego osiedla w lesie Chotulin. Kiedy zakładano Kotulin Wielki, istniał już Kotulin Mały i miał już swój kościół.
1 kwietnia 1938 roku do Kotulina Wielkiego (Rodenau) włączono Kotulin Mały (Rodlingen).
Po II Wojnie Światowej Kotulin znalazł się w granicach Państwa Polskiego. Do miejscowości zaczęli napływać repatrianci z Kresów Wschodnich, natomiast dotychczasowa ludność niemieckojęzyczna została wysiedlona do Niemiec.
12 września 1978 roku otwarto w Kotulinie stację kolejową na linii Gliwice-Strzelce Opolskie-Opole.
15 sierpnia 2008 nad przysiółkami Nakło i Skały przeszła trąba powietrzna.

### Właściciele wsi

#### Kotulin Wielki
Janizjusz  – Janusz z Michałowa z rodu Pogorzela  (1257 – 1277)
Janusz II  z Michałowa (1277 – 1293; syn Janizjusza)
Janusz z  Kottulina (ok.1320; syn Janusza II) – założyciel rodu Kotulińskich z Kotulina herbu Kopacz
Hermann  z Kottulina zwany Klaue (syn Janusza z Kottulina)
Nicol Kacholin (Mikołaj I Kotuliński, syn Hermanna Klaue; 1358)
Hanos de Chotulyn  (1398 – do ok. 1430) –  Janek I Kotuliński   – ostatni  z rodu Kotulińskich, który był właścicielem wsi
Irzman de  Kotulin (1438) –  Stenczel Herzman von Kotulein (1472)
Hyncze Kozub von Kotulein (1472)
Mokrski  z Kotulina Małego (przed 1507)
Mokrscy z Kotulina do 1556 roku
Wacław Mokrski (1528)
Jerzy Żyrowski z Żyrowej (od 1556 do 1562)
Hans von  Starzinski (od 1562)

#### Kotulin Mały
Heinrich von Kothelin (1357)
Wrochnem von Kothelin (1368)
Steffe de Chotulyn (1397)
Dietrich von Kottulin (1409 i 1410) – walczył w bitwie pod Grunwaldem w 1410 roku po stronie krzyżackiej
Niklas Mokrskey von Kotuleyn (1472) – Mikulass Mokrzsky z  Kotulyna (1496)
Ok. 1500 roku Mokrscy z Kotulina Małego zostali właścicielami Kotulina Wielkiego
Mokrscy (do 1556)
Wacław Mokrski (1528)
Jerzy Żyrowski z Żyrowej (od  1556  do 1568)
Ewa Żyrowska z Żyrowej na Nogowczycach, żona Kaspara Strzela z Obrowca (od 1568 do ?)

#### Kotulin Mały i Kotulin Wielki – od ok. 1570 roku wspólni właściciele
Ród von Starzinski do ok. 1620
Krzysztof Larysz z Naczęsławic (1625)
Caspar Colonna de Fels (przed 1644 do ok. 1660) – Kotulin Mały i Wielki  zostają częścią dóbr zamkowych Toszka (do 1850)
Gustav Colonna de Fels  (od ok. 1660 do 1686)
Christoph Leopold Colonna de Fels (od 1687 do 1707)
Johann Diettrich Peterswaldsky von Peterswald (1707 – 1718)
Franciszek Karol I Kotulińskki z Kotulina (od 1718)
Franciszek Karol II Kotulińskki z Kotulina (do 1752)
Franz Karl von Colonna de Fels (od 1752 do 1756)
Maria Anna von Colonna de Fels (córka Franza Carla) i Philipp von Colonna de Fels (syn Marii Anny; od 1756 do 1759)
Friedrich Wilhelm von Posadowsky – Wehner (od 1759 do  1787)
August Wilhelm von Posadowsky – Wehner (od 1787 do 1791)
Adolf von Eichendorff (od 1791 do 1797)
Franz Adam von Gaschin (od 1797 do 1799)
Franz Anton von Gaschin (syn Amanda brata Franza Adama; od 1799 do 1816)
Leopold von Gaschin (syn Amanda brat Franza Antona ; od 1816 do 1841)
Abraham Guradze (od 1841 do 1850)

#### Dobra kotulińskie od 1850 do  I 1945
Abraham Guradze (od 1850 do 1856)
Arnold Guradze (od 1856 do ? po 1889)
Hugo zu Hohenlohe – Öhringen, Herzog von Ujest (od ? do 1897)
Christian Kraft zu Hohenlohe – Öhringen, Herzog von Ujest  (od 1897 do 1929)
Johann zu Hohenlohe – Öhringen, Herzog von Ujest  (od 1929 do 1945)

### Integralne części wsi
| SIMC    | Nazwa     | Rodzaj    |
| ------- | --------- | --------- |
| 0222516 | Kotulinek | część wsi |
| 0222522 | Nakło     | część wsi |
| 0222539 | Osiedle   | część wsi |
| 0222545 | Skały     | część wsi |
| 0222551 | Szklarnia | część wsi |

Dodatkowo mieszkańcy wsi wyróżniają przysiółek Bliziec, który nie figuruje w TERYT.

## Liczba ludności
| Rok     | Ludność       |
| ------- | ------------- |
| 1910    | 624 (447+177) |
| 1933    | 1.069         |
| 1939    | 1.458         |
| 2005    | 1453          |
| IX 2008 | 1200          |

## Zabytki
- Kościół św. Michała Archanioła – kościół parafialny z początku XIX wieku.
- Pałac – neogotycki pałac z 1873 roku, obecnie budynek szkoły podstawowej. Został zaprojektowany przez architekta Karla Lüdecke[26].

## Edukacja
Szkoły podstawowe:
- Szkoła Podstawowa w Kotulinie

## Transport
- Wieś graniczy z drogą krajową 94.
- W miejscowości znajduje się stacja kolejowa na linii Gliwice-Opole Główne.
- Najbliższy wjazd na autostradę: A4  Nogowczyce (275) – 8 km
- Najbliższe lotnisko:  Katowice-Pyrzowice – 57 km